# 双城県 (遼寧省)
双城県（そうじょう-けん）は中華人民共和国遼寧省にかつて存在した県。現在の鉄嶺市鉄嶺県南西部に相当する。
遼代に設置され、金代に廃止された。